# Kurnytowa Polana
Kurnytowa Polana – polana w Gorcach, na należącym do miejscowości Ochotnica Górna przysiółku Forendówki. Znajduje się na południowych, opadających do doliny Potoku Forędówki stokach Magurek (1108 m). W dolnej części polany znajduje się Kurnytowa Koliba – chata gospodarstwa polaniarskiego. Pochodzi ona z 1839 r. i jest najstarszym niesakralnym obiektem budownictwa drewnianego w tej miejscowości. W okresie II wojny światowej Kurnytowa Polana stanowiła bazę partyzantów. W Kurnytowej Kolibie znajdował się sztab 4 batalionu I Pułku Strzelców Podhalańskich Armii Krajowej.
Polana znajduje się w dolinie Mazelonkowego Potoku – bocznego dopływu Potoku Forędówki. Ciągnie się od wysokości około 940 m do około 1090 m, niemal pod szczyt Magurek, gdzie łączy się z polaną Magurki. Kurnytowa Koliba zamieszkiwana była dawniej przez Kurnytów i Czepieli. Na wyższych częściach polany istniały również inne szałasy. Dawniej w sezonie letnim na polanie, podobnie, jak i na innych gorczańskich polanach i halach prowadzono wypas bydła i owiec. Ze względu na duże odległości i uciążliwe dojście do wysoko w górach położonych pastwisk nie opłacało się codziennie przepędzać bydła. Na czas wypasu rodziny z Ochotnicy wraz z bydłem i niezbędnym dobytkiem przenosiły się ze stałych domów położonych w dolinie rzeki Ochotnica do domków letnich na tych pastwiskach. Domy stałe pozostawiano pod opieką sąsiadów, któregoś z domowników, bądź “na Bożą łaskę”. Do kolib na polanach uciekano także czasami w okresie zagrożenia.
W 2015 r. oddano na Magurkach do użytku wieżę widokową. W związku z tym zmieniono przebieg ścieżki edukacyjnej “Dolina Potoku Jaszcze”. Została ona wydłużona i dodano jej nowe przystanki. Obecnie prowadzi ona przez Kurnytową Polanę obok Kurnytowej Chaty.

## Ścieżka edukacyjna
Tworzy zamkniętą pętlę (start i koniec w tym samym miejscu):
 ścieżka edukacyjna „Dolina Potoku Jaszcze”: Jaszcze Duże (parking) – Jaszcze Małe – Łonna – Pańska Przehybka – Tomaśkula – Magurki – Polana Kurnytowa – Jaszcze Duże.

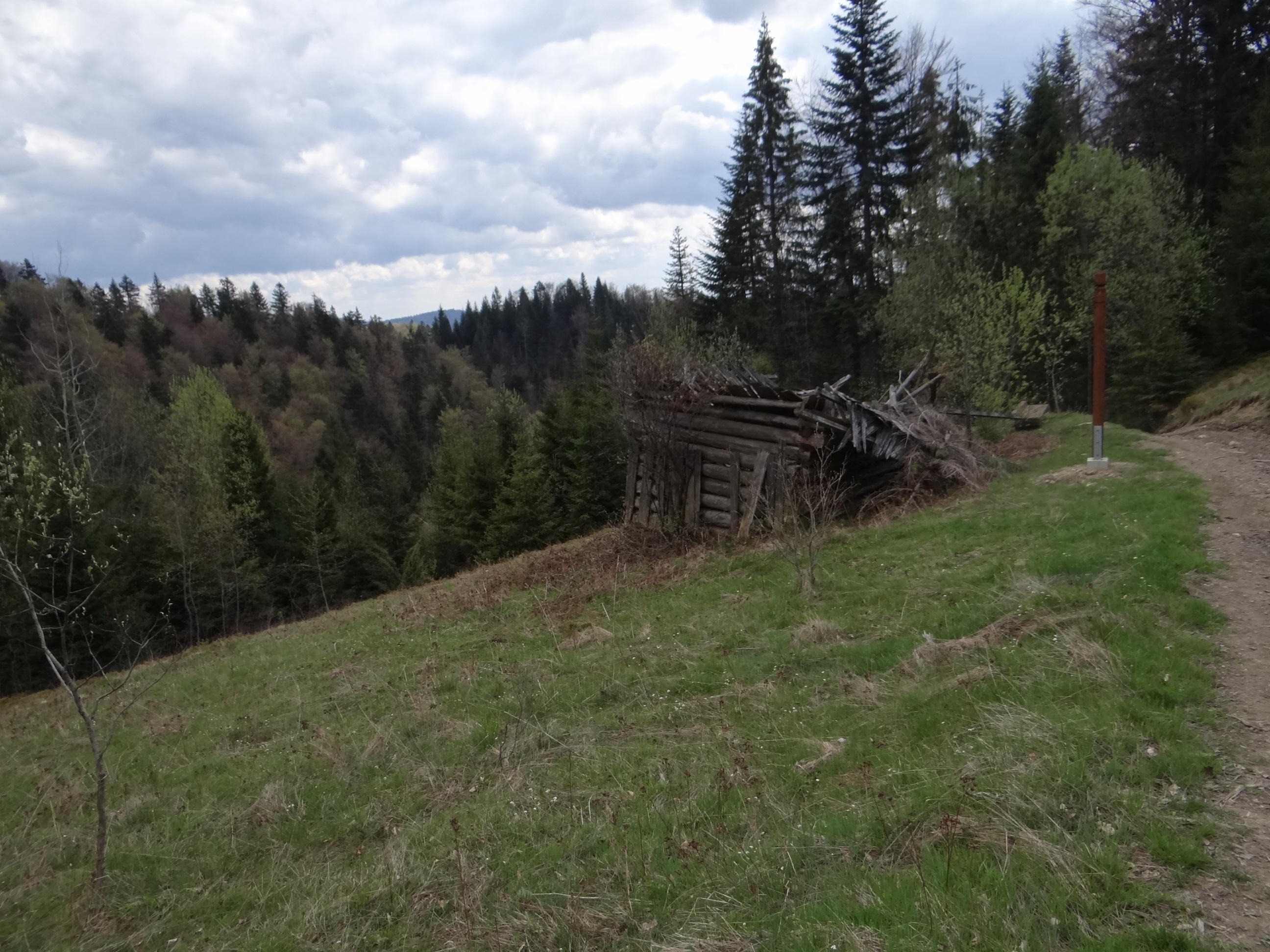
Resztki dawnego szałasu